# 네펠레

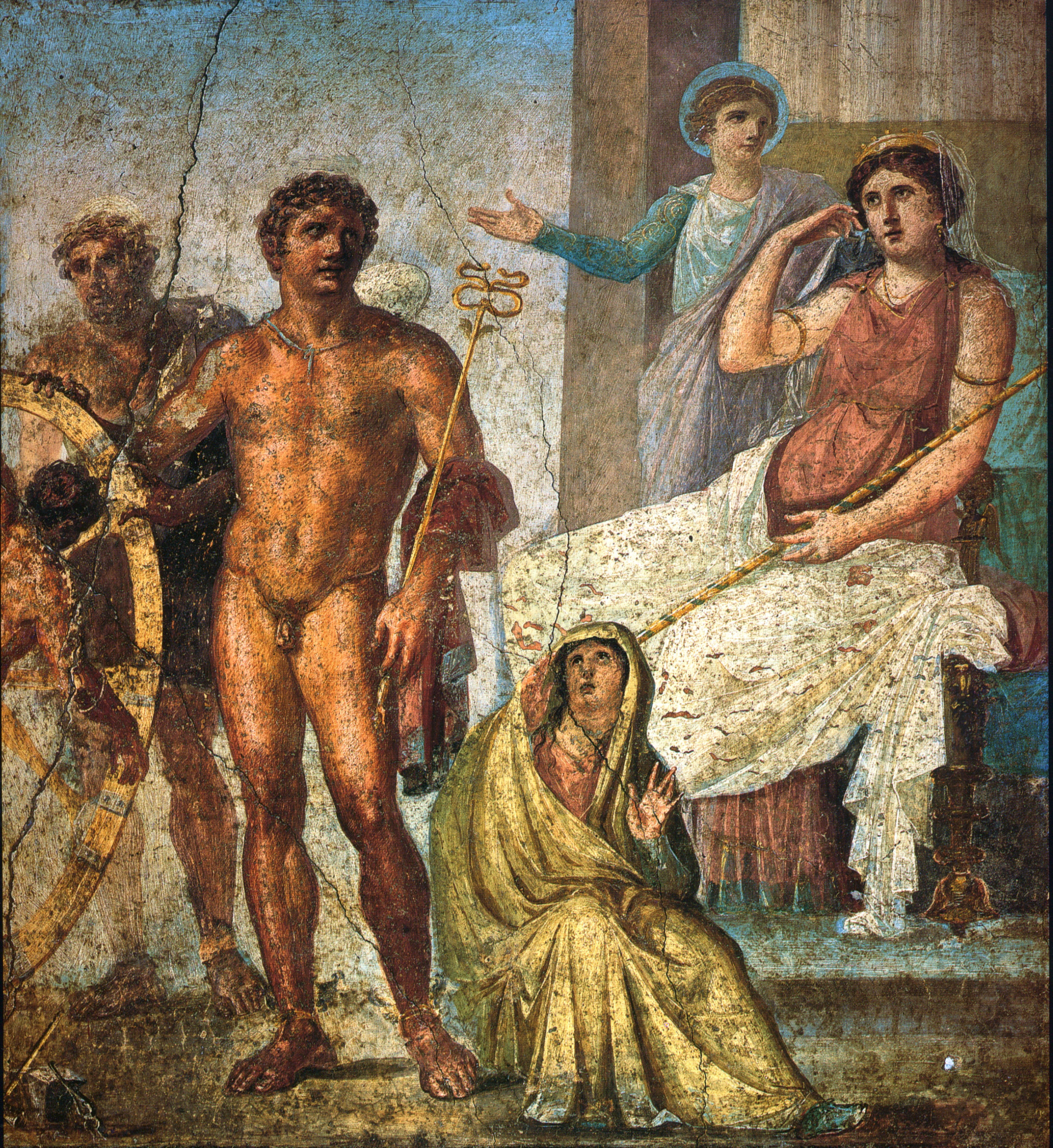
익시온의 처벌, 네펠레가 헤르메스의 발에 앉아있다, 폼페이의 프레스코 화.

네펠레(그리스어: Νεφέλη)는 그리스 신화에 등장하는 요정으로 구름의 형상을 하고 있다. 프릭소스와 헬레의 어머니이다.그리스 신화에서 제우스는 자신의 아내 헤라를 은근히 좋아하는 익시온을 시험하기 위해 올림포스에서 벌어진 잔치에 익시온을 초대한다. 제우스는 구름으로 헤라의 형상을 만들어 익시온을 유혹하게 하는데 이 헤라의 구름형상이 바로 네펠레이다. 익시온은 제우스의 속임수에 속아 네펠레를 범하는데 이로 인해 네펠레는 켄타우로스를 낳는다.나중에 네펠레는 보이오티아의 왕 아타마스와 결혼하여 쌍둥이 남매 프릭소스와 헬레를 낳게 되는데 아타마스는 이노에게 반해 네펠레를 버린다. 이노는 네펠레에게서 태어난 쌍둥이들을 미워해 간계를 꾸며 곡식의 씨앗을 볶아서 곡식이 자라지 못하게 만든다. 농부들은 곡식이 자라지 않자 신탁을 구하는데 이노가 미리 신탁 사제를 매수하여 프릭소스와 헬레를 희생제물로 바칠것을 예언하게 한다. 프릭소스와 핼레가 죽게 되자 네펠레는 제우스한태 프릭소스와 헬레를 구해달라고 기도했고 제우스는 헤르메스와 황금양을 보내서 프릭소스와 헬레를 구한다. 프릭소스와 헬레는 황금양을 타고 바다를 건너서 도망치는데 헬레가 어지럼증을 느껴서 바다에 빠져서 죽고 이 때부터 핼레가 빠져서 죽은 바다는 헬레의 바다라는 뜻인 헬레스폰토스로 이름지어진다. 프릭소스가 타고갔던 황금양은 콜키스에 도착하여 콜키스의 왕 아이에테스의 환대를 받았고 나중에 이아손과 아르고나우타이 전설의 소재가 된다.

## 같이 보기
- 양자리
- 가네샤
- 네피림